# Multi-Purpose Attack Craft

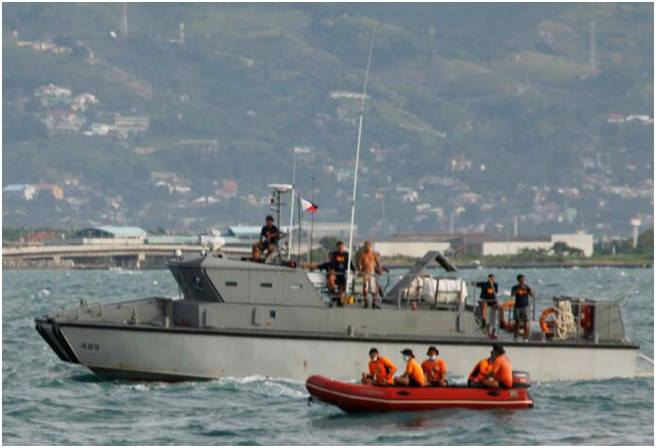

Multi-Purpose Attack Craft (MPAC) — чотири модифікації десантних/ударних катерів, спроектованих для військово-морських сил Філіппін. Початково призначенні для перевезення військ на високій швидкості та забезпечення їх висадки на необладнаний берег, пізніше ці катери отримали також функцію з участі у рятувальних операціях на морі та боротьби з катерами і кораблями противника.
Всього ВМС потребують 42 катери 12 з яких були завершені станом на вересень 2019 року. 

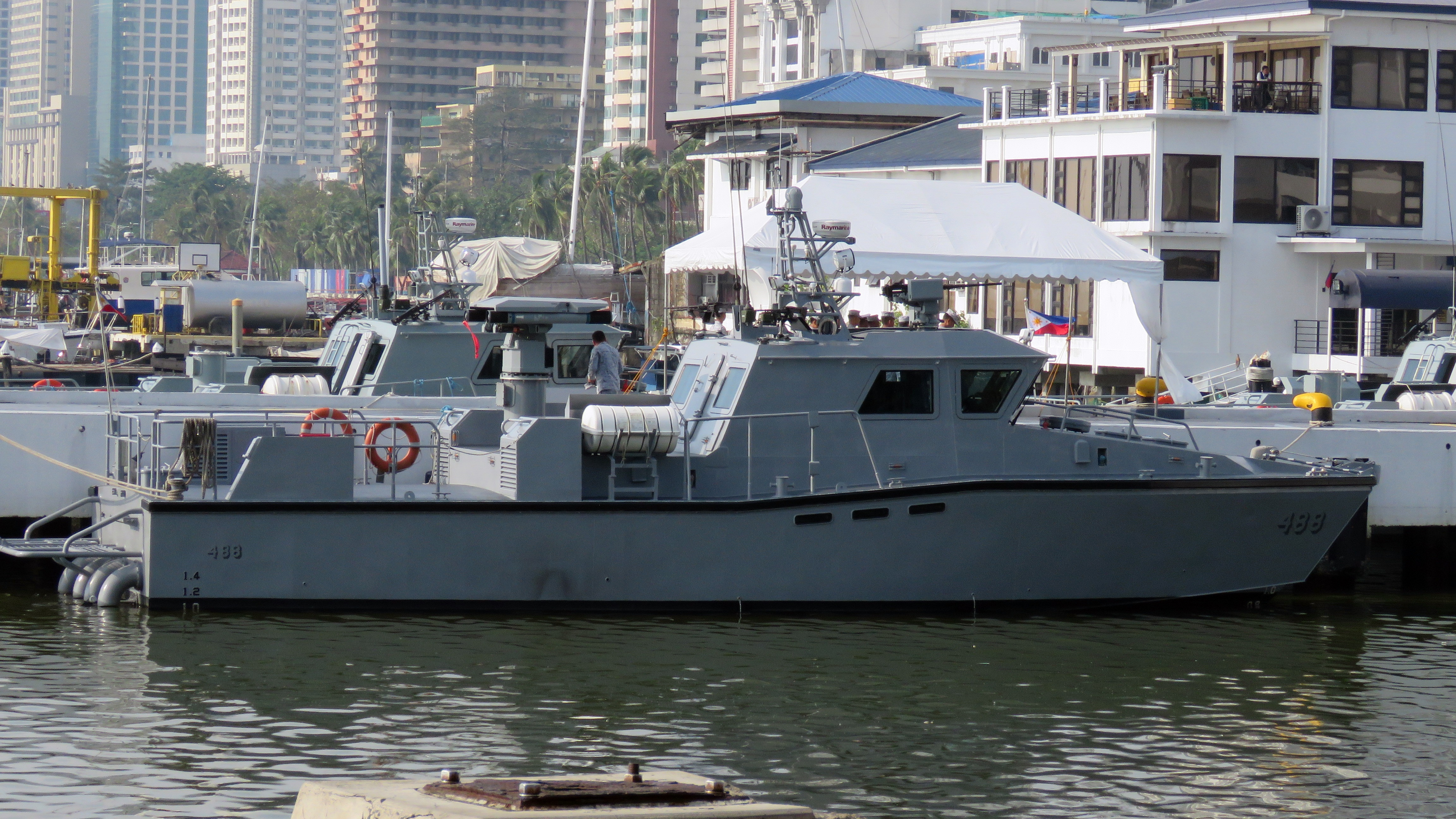
Модифікація катера з протитанковими ракетами

Версія Mk 3 MPAC - це найперші кораблі за всю історію Філіппінського флоту, які були офіційно озброєні ракетами, хоч і протитанковими. У модифікації Mk 4 становлено більш далекобійну модифікацію цих ракет.

## Конструкція
Корпус MPAC виготовлений з алюмінію і працює від водяних реактивних двигунів. Він має радіус дії 560   км і максимальну швидкість 40–45 вузлів, перевозить екіпаж з 5-7 плюс 8-16 повністю оснащених десантників.
Mk 1 і Mk 2 можуть висувати штурмовий трап з носа катеру, тоді як у пізніших версіях ця функція була видалена.

## Операційна історія
У травні 2010 року MPAC отримали своє перше хрещення вогнем, коли вони використовувались для евакуації машин Precinct Count Optical Scan (PCOS) (PCOS) у Базилані під сильним мінометним вогнем повстанців Ісламського визвольного фронту моро, які намагалися саботувати вибори.
У вересні 2013 року MPAC керували пошуково-рятувальними операціями для пасажирів  MV St. Thomas Aquinas. Він зіткнувся з M / V Sulpicio Express Siete в Себу, що призвело до понад 100 жертв.